# Grote Prijs Jef Scherens 1991
Il Grote Prijs Jef Scherens 1991, venticinquesima edizione della corsa, si svolse il 22 settembre 1991 su un percorso di 181 km, con partenza e arrivo a Lovanio. Fu vinto dall'olandese Wilco Zuijderwijk della Buckler davanti al tedesco Olaf Jentzsch e al belga Hendrik Redant.

## Ordine d'arrivo (Top 10)
| Pos. | Corridore              | Squadra                 | Tempo    |
| ---- | ---------------------- | ----------------------- | -------- |
| 1    | Wilco Zuijderwijk      | Buckler                 | 4h09'00" |
| 2    | Olaf Jentzsch          | Tulip                   |          |
| 3    | Hendrik Redant         | Lotto-Superclub         |          |
| 4    | Jerry Cooman           | Tulip                   |          |
| 5    | Michel Cornelisse      | La William-Saltos-Duvel |          |
| 6    | Johan Capiot           | TVM-Sanyo               |          |
| 7    | Herman Frison          | Histor-Sigma            |          |
| 8    | Patrick Van Roosbroeck | La William-Saltos-Duvel |          |
| 9    | Mario Gutte            | TVM-Sanyo               |          |
| 10   | Didier Priem           | TonTon Tapis-GB-Corona  |          |